# 존 H. 월톤
존 H. 월튼(John H. Walton, 1952년~)은 구약 학자이며 휘튼 대학교의 교수이다. 그는 20년 동안 무디성경연구소(Moody Bible Institute)에서 교수를 했다. 그는 주된 연구는 구약성경과 관련된 고대 근동연구에 특별히 창세기와 창조기사이다.

## 주장들
구약학자 성기문교수는 월튼이 제기하는 명제는 다음과 같다고 한다. 1) 창세기 1장은 고대 우주론이다. 2) 고대 우주론은 기능 지향적이다. 3) '창조하다'는, 기능들에 관한 것이다. 4) 창세기 1장의 시작 상태는 무기능적이다. 5) 창세기 1장의 첫째 날부터 셋째 날까지 기능들을 앉힌다. 6) 창세기 1장의 넷째 날부터 여섯째 날까지는 기능자들을 세운다. 7) 신은 신전에서 안식한다. 8) 우주는 성전이다. 9) 창세기 1장의 7일은 우주 성전의 낙성식과 관계있다. 10) 창세기 1장의 7일은 물질의 기원과는 관계없다. 11) '기능적 우주 성전'은 표면 가치의 주석을 제공한다. 12) 창세기 1장에 대한 다른 이론들은 지나치게 충분치 않다. 13) 과학과 성경의 기원 기사에 대한 차이는 본질상 형이상학적이다. 14) 창조주와 통치자로서 하나님의 역할에 대한 차이는 우리가 생각했던 것보다 크지 않다. 15) 지적 설계에 대한 최근의 논쟁은 궁극적으로 목적에 관한 것이다. 16) 기원에 대한 과학적 설명들은 목적론적인 측면에서 접근할 수 있고 부당한 것이 아니다. 17) 창세기 1장의 이 견해로 인한 신학은 약한 것이 아니라 더 강력하다. 18) 공공 과학 교육은 중립을 주장한다.

## 논란
월튼은 그의 책 창세기의 잃어버린 세계에서 창세기를 물질보다는 기능적으로 보았기 때문에 논란이되었다 이 문제에 대해 저명한 웨스트민스터 신학교의 번 S. 포이트레스와 켄 햄(Ken Ham)에게 비판을 받았다.
이 창세기 해석에 대한 논란에 대하여 구약학자 장세훈 박사는 월튼과 더불어서 피터 엔즈(Peter Enns)는 성경의 영감과 권위를 약화시켰다는 이유로 웨스트민스터 신학교에서 교수직을 그만두게 되었고, 브루스 월키(Bruce Waltke)는 유신론적 진화론에 대한 발언 때문에 리폼드 신학교를 떠나게 되었다고 한다. 더욱이 복음주의권을 향해 비평주의의 수용을 촉구하는 켄튼 스팍스(Kenton Sparks)의 도전적인 작품, 『인간의 언어로 된 하나님의 말씀』(God’s Word in Human Words)의 출간은 북미의 복음주의 진영 속에서 뜨거운 논쟁을 촉발시켰다. 일군의 복음주의 학자들은 『역사적 문제들이 신앙에 문제가 되는가?』(Do Historical Matters Matter to Faith?)라는 책을 통해 캔튼 스팍스의 논지를 비판하며 전통적인 복음주의적 성경관의 중요성을 재천명하기에 이른다. 이와 같은 논쟁의 흐름 속에서 존 월튼(John Walton)의 창세기 해석은 또 다른 논쟁의 불씨를 일으키고 있다. 2009년에 출간된 그의 책, 『창세기 1장의 잃어버린 세계: 고대 우주론과 기원 논쟁』(The Lost World of Genesis One: Ancient Cosmology and the Origins Debate)은 고대근동세계관의 관점에 비추어 창세기 1장의 의도와 목적을 이해해야 한다는 점을 역설한다. 존 월튼(John Walton)은 창세기 1장이 창조세계의 “물질적 기원”이 아니라 그 “기능의 기원”에 초점을 두고 있으며, 창세기 2-3장도 아담의 원형으로서의 기능적 역할을 강조하고 있음을 역설한다. 그는 2015년에 출간을 앞두고 있는 그의 작품, 『아담과 하와의 잃어버린 세계: 창 2-3장과 인류 기원 논쟁』(The Lost World of Adam and Eve: Genesis 2-3 and the Human Origins Debate)에서 이와 같은 신학적 입장을 강화시켜 나갈 예정이다. 분명 월튼의 창세기1-3장의 해석은 지나친 문자적 해석에 집착하는 근본주의자들에게 본문의 고대근동배경의 중요성을 일깨워주고 있음은 의심의 여지가 없다. 또한 그의 입장은 창세기 1-3장을 단순히 신화적 혹은 문학적 장르로 치부하여 그 역사성을 완전히 거부하는 비평주의적 해석을 전적으로 수용하지는 않는다. 오히려 그는 하나님의 창조역사를 인정하며, 아담의 역사성을 의심하지 않는다. 그럼에도 불구하고 월튼의 창세기 해석은 몇가지 논쟁의 여지를 남겨둔다. 예를 들면 월튼은 창세기 1장의 창조기사가 물질적 기원이 아닌, 기능적 기원을 설명한다고 주장한다. 그러나 이런 견해는 많은 이들로부터 비판을 받아왔는데 특히 웨스트민스터 신학교의 번 포이쓰레스(Vern S. Poythress)교수는 창세기 1장을 기능적 측면에서만 이해하는 월튼의 견해를 논박하면서 창세기 1장이 물질적 기원도 함께 함축하고 있음을 역설한다. 월튼은 이러한 비판에도 불구하고 창세기 1장에 대한 기능적 측면의 이해를 창세기 2-3장에까지 확장시켜 나간다. 그에 따르면, 창세기 2-3장은 인류의 원형으로서의 아담과 그 기능적 측면을 강조한다. 비록 그는 창세기 2장의 아담을 역사적 인물로 인정하지만, 이 아담을 최초의 역사적 인물로 이해하지는 않는다. 아마도 그는 창세기 1장의 인간 창조와 창세기 2장의 인간 창조를 분리하고 있는 듯하다. 과연 “인류의 기원(최초의 인류)으로서의 아담”과 “인류의 원형으로서의 아담”은 분리되어야만 하는가? 이 두 개념이 동전의 양면처럼 분리되지 않고 함께 공존하는 것은 불가능한가? 이러한 질문에 대해 아마도 월튼은 인류의 원형으로서의 아담의 역할이 본문의 주요 관심사라고 대답할 것이다. 그러므로 창 2-3장의 아담을, 최초의 인류로 해석하는 신학자들과 크리스찬들에게 월튼의 아담 이해는 쉽게 수용되기는 힘들 것이다. 끝으로 월튼은 그의 책에서 “Lost”(잃어버린)라는 단어를 선택하여 고대근동의 맥락에 근거하여 잃어버린 창세기의 원래의 의도를 회복시키고자 한다. 월튼이 “Lost”라는 단어를 계속 강조하는 이유는 기존의 창세기 해석의 한계점을 지적하기 위함이다. 다시 말해, “Lost”라는 단어는 창세기를 고대근동의 맥락 속에서 읽지 못함으로 인해 원래의 의도가 온전히 전달되지 못하고 있음을 간접적으로 시사하고 있다. 그러나 고대근동의 배경과 세계관을 연구하면서도 그와 동일한 결론에 도달하지 않는 성경신학자들이 있음을 감안해 볼 때, 그가 말하는 “잃어버린” 창세기의 회복은 어쩌면 자신의 해석으로 “재구성된” 창세기의 회복을 의미할 수도 있다고 한다.

## 출판

### 서적
- Walton, John H (1989). 《Ancient Israelite Literature in its Cultural Context, A Survey of Parallels Between Biblical and Ancient Near Eastern Texts》. Grand Rapids, MI: Zondervan.
- ———; Hill, Andrew H. (1991). 《A Survey of the Old Testament》. Grand Rapids, MI: Zondervan.
- ——— (1994). 《Covenant: God's Purpose, God's Plan》. Harper Collins. ISBN 978-0-3105-7751-5.
- ——— (2001). 《Genesis》. NIV Application Commentary. Grand Rapids, MI: Zondervan.
- ——— (2004). 《Old Testament Today》. Grand Rapids, MI: Zondervan.
- ——— (2006). 《Essential Bible Companion》. Grand Rapids, MI: Zondervan.
- ——— (2006). 《Ancient Near Eastern Thought and the Old Testament》. Grand Rapids, MI: Baker Academic.
- ——— (2008). 《Jonah》. Expositor’s Bible Commentary. Grand Rapids, MI: Zondervan.
- ——— (2009). 《The Lost World of Genesis One: Ancient Cosmology and the Origins Debate》. Downers Grove, IL: IVP.
- ——— (2011). 《Genesis 1 as Ancient Cosmology》. Warsaw, IA: Eisenbrauns.
- ——— (2012). 《Job》. NIV Application Commentary. Grand Rapids, MI: Zondervan.
- ———; Sandy, D. Brent (2013). 《The Lost World of Scripture: Ancient Literary Culture and Biblical Authority》. Downers Grove, IL: IVP.
- ——— (2015). 《The Lost World of Adam and Eve: Genesis 2–3 and the Human Origins Debate》. Downers Grove, IL: IVP. 2016년 10월 23일에 원본 문서에서 보존된 문서. 2018년 5월 19일에 확인함.
- The Lost World of the Israelite Conquest: Covenant, Retribution, and the Fate of the Canaanites Aug 2017

### 논문
- ——— (1995). “The Mesopotamian Background of the Tower of Babel Account and Its Implications”. 《Bulletin for Biblical Research》 5: 155–175.
- ——— (2000). 〈The Anzu Myth as relevant Background for Daniel 7?〉.   Collins, John; Flint, Peter. 《The Book of Daniel: Composition and Reception》. Vetus Testament Supplement, FIOTL. Brill.
- ——— (2001). “Recovering the Vitality of the Old Testament in Preaching”. 《Preaching Today》 17.
- ——— (2001). “Equilibrium and the Sacred Compass: The Structure of Leviticus”. 《Bulletin for Biblical Research》 11: 1–12.
- ——— (2002). “Inspired Subjectivity and Hermeneutical Objectivity”. 《The Master’s Seminary Journal》 13 (1): 65–77.
- ——— (2003). “The Imagery of the Substitute King Ritual in Isaiah’s Fourth Servant Song”. 《Journal of Biblical Literature》 122: 734–43.
- ——— (2008). “Creation in Genesis 1:1–2:3 and the Ancient Near East: Order out of Disorder after Chaoskampf”. 《Calvin Theological Journal》 43: 48–63.